# Vuelta al Táchira 2016
La 51ª edición de la Vuelta al Táchira se disputó entre el 8 y el 17 de enero de 2016.
Perteneció al UCI America Tour 2016, siendo la primera competición del calendario ciclista internacional americano. El recorrido contó con 10 etapas y 1443 km, y transitó por los estados de Barinas, Mérida y Táchira

## Equipos participantes
Participaron equipos conformados por entre 6 y 8 corredores. Dieciocho equipos eran venezolanos y seis extranjeros.
| Equipos                                           |
| ------------------------------------------------- |
| Lotería del Táchira                               |
| Gobernación del Táchira - FUNDATA                 |
| Kino Táchira                                      |
| IDT - ONA - FONA                                  |
| Gobernación de Mérida                             |
| Gobernación de Trujillo - Policía de Trujillo     |
| Grupo JHS - Andiempaques                          |
| Gobernación de Zulia - Lotería del Zulia          |
| Gobernación de Carabobo                           |
| Gobernación de Lara - Fundación Angel Pulgar      |
| Fedeindustria - Gobernación de Yaracuy            |
| #AmoTáchira - Concafe                             |
| JHS Aves - INTAC                                  |
| Alcaldía de Mariño                                |
| Fundación Misael Silva                            |
| Gobernación de Nueva Esparta                      |
| Gobernación de Barinas                            |
| Alcaldía de Pinto Salinas - Fundación José Rujano |
| IASDEBNE - Gobernación de Nueva Esparta           |
| Café Flor de Patria - Gobernación de Trujillo     |
| Selección Nacional de Venezuela                   |

| Equipos                |
| ---------------------- |
| Southeast              |
| Amore & Vita-Selle SMP |
| JB Ropa Deportiva      |
| Nestle Giant           |
| DYM Tlaxcala           |
| Aero Cycling Team      |

## Etapas
| Etapa | Fecha       | Recorrido                              | Km  | Ganador           | Líder            |
| 1ª    | 8 de enero  | San Cristóbal – Táriba – San Cristóbal | 103 | Ourluis Aular     | Ourluis Aular    |
| 2ª    | 9 de enero  | Circuito en Rubio - Bramón             | 135 | José Mendoza      | José Mendoza     |
| 3ª    | 10 de enero | San Cristóbal - San Cristóbal          | 115 | Yonathan Salinas  | Yonathan Salinas |
| 4ª    | 11 de enero | Peribeca - Santa Bárbara               | 175 | Eugenio Bani      | Yonathan Salinas |
| 5ª    | 12 de enero | Abejales - Cerro el Cristo             | 129 | Yosvangs Rojas    | Yosvangs Rojas   |
| 6ª    | 13 de enero | Lobatera - Tovar                       | 198 | Marco Zamparella  | Yosvangs Rojas   |
| 7ª    | 14 de enero | Santa Cruz de Mora - La Grita          | 169 | José Mendoza      | José Mendoza     |
| 8ª    | 15 de enero | Colón - La Fría                        | 130 | Marco Zamparella  | José Mendoza     |
| 9ª    | 16 de enero | San Rafael del Piñal - Casa del Padre  | 138 | José García       | José Mendoza     |
| 10.ª  | 17 de enero | Ureña - San Antonio - San Cristóbal    | 152 | Jackson Rodríguez | Joseph Chavarría |

## Clasificaciones

### Clasificación general

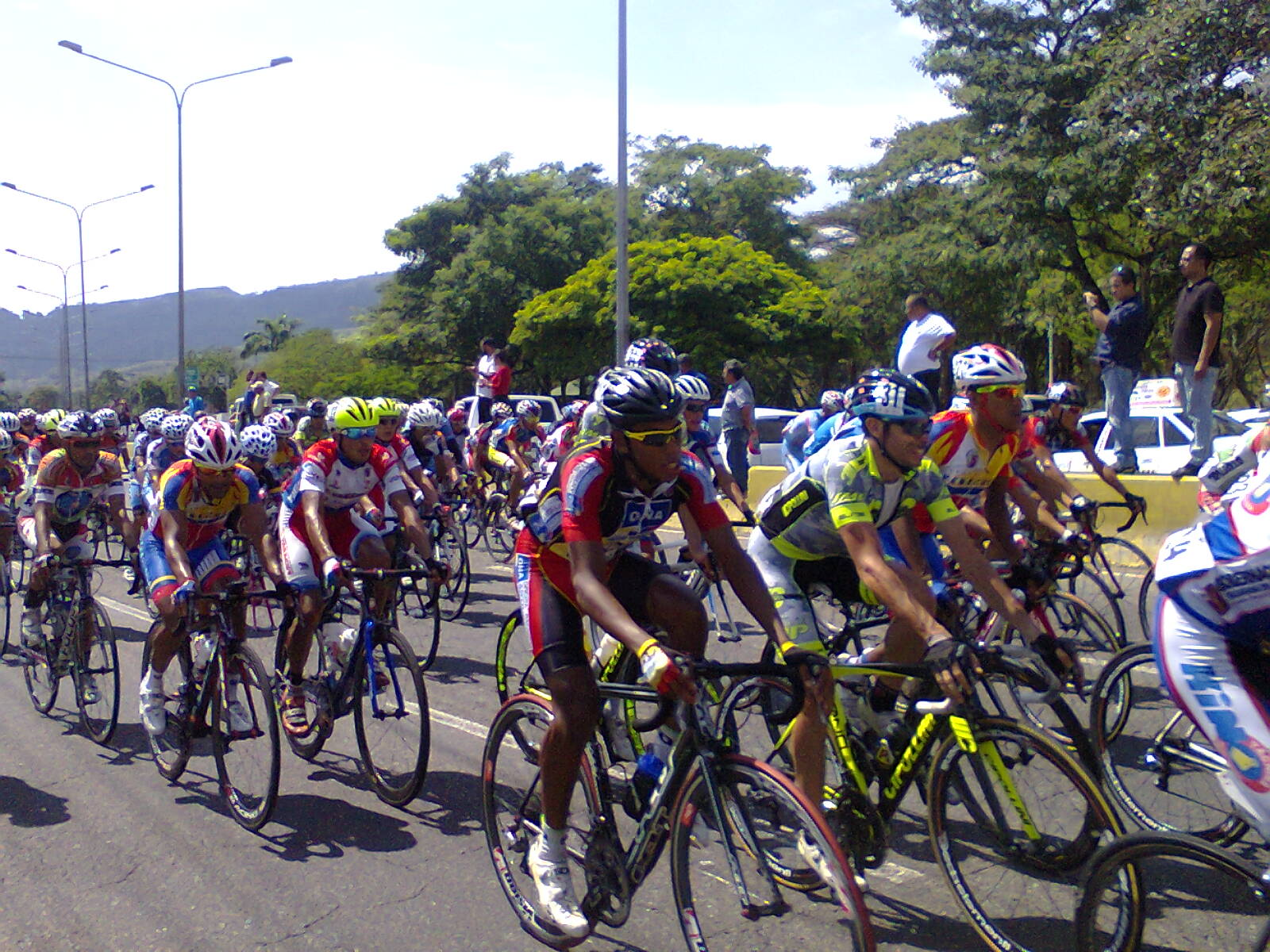
Ciclistas durante la Etapa 5 entre Abejales y Cerro el Cristo.

| Posición | Ciclista          | Equipo                                 | Tiempo    |
|          | Joseph Chavarría  | Nestle Giant                           | 35:34:19  |
| 2º       | Jorge Abreu       | #AmoTáchira - Concafe                  | +00:00:29 |
| 3º       | Yosvangs Rojas    | Kino Táchira                           | +00:00:46 |
| 4º       | Yeisson Delgado   | #AmoTáchira - Concafe                  | +00:00:56 |
| 5º       | Jonathan Camargo  | JHS Aves - Intac                       | +00:01:11 |
| 6º       | José García       | Fedeindustria - Gobernación de Yaracuy | +00:01:17 |
| 7º       | Roniel Campos     | Fedeindustria - Gobernación de Yaracuy | +00:01:27 |
| 8º       | Jhorman Flores    | Gobernación de Mérida                  | +00:01:38 |
| 9º       | Jonathan Monsalve | Selección Nacional de Venezuela        | +00:02:19 |
| 10º      | Rónald González   | Lotería del Táchira                    | +00:02:22 |

### Clasificación por puntos
| Posición | Ciclista     | Equipo                                        |
|          | Jorge Abreu  | #AmoTáchira - Concafe                         |
| 2º       | José García  | Fedeindustria - Gobernación de Yaracuy        |
| 3º       | José Mendoza | Café Flor de Patria - Gobernación de Trujillo |

### Clasificación de la montaña
| Posición | Ciclista       | Equipo                                        |
|          | José García    | Fedeindustria - Gobernación de Yaracuy        |
| 2º       | José Mendoza   | Café Flor de Patria - Gobernación de Trujillo |
| 3º       | Yosvangs Rojas | Kino Táchira                                  |

### Clasificación Sprint
| Posición | Ciclista       | Equipo                            |
|          | Yorman Fuentes | Gobernación del Táchira - FUNDATA |
| 2º       | Isaac Yaguaro  | IDT - ONA - FONA                  |
| 3º       | Enrique Díaz   | Selección Nacional de Venezuela   |

### Clasificación sub-23
| Posición | Ciclista       | Equipo                            |
|          | Luis Mora      | Gobernación del Táchira - FUNDATA |
| 2º       | Carlos Molina  | Lotería del Táchira               |
| 3º       | Carlos Giménez | Selección Nacional de Venezuela   |

### Clasificación por equipos
| Posición | Equipo                                 |
|          | Fedeindustria - Gobernación de Yaracuy |
| 2º       | #AmoTáchira - Concafe                  |
| 3º       | Lotería del Táchira                    |